# (37663) 1994 PT32
1994 PT32 (asteroide 37663) é um asteroide da cintura principal. Possui uma excentricidade de 0.10542070 e uma inclinação de 11.21740º.
Este asteroide foi descoberto no dia 12 de agosto de 1994 por Eric Walter Elst em La Silla.